# OpenShift
OpenShift 是由红帽公司推出的 PaaS 云计算平台，供用户创建网络应用（App、网站）。OpenShift Enterprise是其私有云版本这是一个开源软件，由 OpenShift Origin管理，支持GitHub，开发者可以使用Git来发布自己的web应用程序到平台上。

## 产品
Openshift 目前共提供三种产品：OpenShift Online、OpenShift Enterprise 和 OpenShift Origin。
其中，OpenShift Online 是面向普通开发者和小微企业的线上公有云平台；OpenShift Enterprise 是面向企业的私有云平台；OpenShift Origin 是一个开源项目，是构成前两个的基础。

## 资源
OpenShift Online 为免费用户提供三个small gear的资源，用户创建应用时可以用一个 gear，也可以用多个 gear。

## 支持的编程环境
- Node.js
- Ruby
- Python
- PHP
- Perl
- Java

## 支持的数据库
- MySQL
- PostgreSQL
- MongoDB

## 支持的框架
OpenShift支持各语言的web应用框架，以及他们的首选网络集成API，代码框架的代码没有被修改：
- Node.js for JavaScript
- Rack for Ruby
- WSGI for Python
- PSGI for Perl

在OpenShift上未修改的工作框架，包括有：
- CodeIgniter
- CakePHP
- Ruby on Rails
- Django
- Perl Dancer
- Flask
- Sinatra
- Tornado
- web2py

## 竞争对手
- Heroku
- Cloud Foundry
- Google App Engine
- Jelastic
- Koding
- Dokku